# Jarrett Culver
Jarrett Culver, född 20 februari 1999 i Lubbock i Texas, är en amerikansk professionell basketspelare (SG/SF) som spelar för Orlando Magic i National Basketball Association (NBA). Han har tidigare spelat för Minnesota Timberwolves, Memphis Grizzlies och Atlanta Hawks.
Culver draftades av Phoenix Suns i första rundan i 2019 års draft som sjätte spelare totalt.
Innan han blev proffs studerade Culver vid Texas Tech University och spelade för deras idrottsförening Texas Tech Red Raiders.